# Tupik (Transbaikalien)
Tupik (russisch Тупи́к) ist ein Dorf (selo) in der Region Transbaikalien in Russland mit 971 Einwohnern (Stand 14. Oktober 2010).

## Geographie
Der Ort liegt etwa 500 km Luftlinie nordöstlich der Regionshauptstadt Tschita bei der Mündung der Bugarikta in den rechten Oljokma-Nebenfluss Tungir. Der Tungir durchfließt dort ein weites, sumpfiges Tal zwischen einigen kleineren Kämmen im Süden und dem Tungirkamm (Tungirski chrebet) im Nordwesten, die zusammen Teile des Mittelgebirgssystems Oljokminski Stanowik sind.
Tupik ist Verwaltungszentrum des Rajons Tungiro-Oljokminski sowie Sitz und einzige Ortschaft der Landgemeinde Tupikskoje selskoje posselenije. Obwohl das Dorf das mit Abstand kleinste Rajonzentrum der Region ist, leben dort etwa zwei Drittel der Einwohner des außerordentlich dünn besiedelten Rajons: Die nur vier weiteren Ortschaften des 43.800 km² großen Gebietes (etwas kleiner als Niedersachsen) haben zusammen weniger als 500 Einwohner.

## Geschichte
Das Dorf geht auf den Bau einer Straße ab 1911 zurück, die die damalige Station und heutige Kleinstadt Mogotscha an der auf dem Abschnitt kurz zuvor eröffneten Amureisenbahn (ab 1916 durchgängig Kuenga – Chabarowsk) mit dem Fluss Tungir verbinden sollte; von dort sollten Güter auf dem Wasserweg über Oljokma und Lena von und nach Jakutsk transportiert werden. Nachdem der Unterbrechung des Baus der Straße durch den Ausbruch des Ersten Weltkriegs 1914 wurde sie durch Kriegsgefangene zwischen 1916 und 1918 fertiggestellt. Der Ort am Endpunkt erhielt den Namen Tupik, russisch für Sackgasse, und unter diesem Namen in den 1920er-Jahren den offiziellen Status eines Dorfes.
Seit 1938 ist Tupik Verwaltungssitz eines Rajons. 1966 wurde das Dorf an eine etwas höhere, weniger hochwassergefährdete Stelle unweit der ursprünglichen Ortslage verlegt.

### Bevölkerungsentwicklung
| Jahr | Einwohner |
| ---- | --------- |
| 1939 | 1647      |
| 1959 | 826       |
| 1970 | 913       |
| 1979 | 1001      |
| 1989 | 1069      |
| 2002 | 1041      |
| 2010 | 971       |

Anmerkung: Volkszählungsdaten

## Verkehr
Tupik ist Endpunkt der 96 km langen Regionalstraße 76K-019 von Mogotscha, das an der Transsibirischen Eisenbahn sowie unweit der föderalen Fernstraße R297 Amur von Tschita nach Chabarowsk liegt.
Bis in die 1980er-Jahre führte von Tupik eine über 400 km lange Winterstraße zu den Orten Naminga (heute nicht mehr existent) und Tschara im Norden der Region. Seitdem dieses Gebiet an die Baikal-Amur-Magistrale (BAM) angeschlossen ist, wird die Winterstraße nicht mehr unterhalten.